# Трубчевский район
Трубче́вский райо́н — административно-территориальная единица (район) и муниципальное образование (муниципальный район) в Брянской области России.
Административный центр — город Трубчевск.

## География
Расположен на юге области. Площадь района — 1843,2 км².
По территории района протекают несколько рек, из которых важнейшие — Десна и её притоки: Нерусса, Посорь и другие.

## История
В связи с введением в СССР новой системы административно-территориального деления, в 1929 году территория Брянской губернии была разделена на районы, которые с 1 октября 1929 года были включены в состав новообразованной Западной области. Одним из таких районов стал Трубчевский.
В 1937 году Трубчевский район, в числе других районов, был включён в состав вновь образованной Орловской области.
5 июля 1944 года Указом  Президиума Верховного Совета СССР была образована Брянская область, в состав которой, наряду с другими, был включен и Трубчевский район. В период реформ, в 1963 году, район был временно упразднён, а его территория относилась к Почепскому району.

## Население
| 2002    | 2009    | 2010    | 2011    | 2012    | 2013    | 2014    | 2015    | 2016    |
| ------- | ------- | ------- | ------- | ------- | ------- | ------- | ------- | ------- |
| 41 690  | ↘38 563 | ↘37 002 | ↘36 933 | ↘36 570 | ↘36 198 | ↘35 727 | ↘35 314 | ↘34 981 |
| 2017    | 2018    | 2019    | 2020    | 2021    |         |         |         |         |
| ↘34 661 | ↘34 511 | ↘33 888 | ↘33 581 | ↘33 491 |         |         |         |         |

### Урбанизация
В городских условиях (город Трубчевск и пгт Белая Берёзка) проживают  57,25 % населения района.

### Национальный состав
По итогам переписи населения 2020 года проживали следующие национальности (национальности менее 0,1 % и другое, см. в сноске к строке «Другие»):
| Национальность | Численность, чел. | Доля     |
| -------------- | ----------------- | -------- |
| Русские        | 28 305            | 84,51 %  |
| Украинцы       | 213               | 0,64 %   |
| Цыгане         | 96                | 0,29 %   |
| Таджики        | 50                | 0,15 %   |
| Другие         | 4827              | 14,41 %  |
| Итого          | 33 491            | 100,00 % |

## Административно-муниципальное устройство
Трубчевский район в рамках административно-территориального устройства области, включает 8 административно-территориальных единиц, в том числе 1 городской административный округ, 1 поселковый административный округ и 6 сельских административных округов.
Трубчевский муниципальный район в рамках муниципального устройства, включает 8 муниципальных образований нижнего уровня, в том числе 2 городских поселения и 6 сельских поселений:
| № | Муниципальное образование            | Административный центр | Количество населённых пунктов | Население (чел.) | Площадь (км²) |
| - | ------------------------------------ | ---------------------- | ----------------------------- | ---------------- | ------------- |
| 1 | Белоберезковское городское поселение | пгт Белая Берёзка      | 3                             | ↗5886            | 212,89        |
| 2 | Трубчевское городское поселение      | город Трубчевск        | 1                             | ↘13 287          | 47,88         |
| 3 | Городецкое сельское поселение        | деревня Городцы        | 1                             | ↗2538            | 108,97        |
| 4 | Селецкое сельское поселение          | село Селец             | 15                            | ↘2866            | 275,06        |
| 5 | Семячковское сельское поселение      | село Семячки           | 28                            | ↘1961            | 249,29        |
| 6 | Телецкое сельское поселение          | деревня Телец          | 14                            | ↗2979            | 200,11        |
| 7 | Усохское сельское поселение          | село Усох              | 24                            | ↗1442            | 263,59        |
| 8 | Юровское сельское поселение          | село Юрово             | 38                            | ↘2532            | 485,38        |

## Населённые пункты
В районе 124 населённых пункта:
| №   | Населённый пункт       | Тип          | Население | Муниципальное образование            |
| --- | ---------------------- | ------------ | --------- | ------------------------------------ |
| 1   | Аксёновск              | деревня      | ↘6        | Юровское сельское поселение          |
| 2   | Аладьино               | деревня      | ↘234      | Семячковское сельское поселение      |
| 3   | Алёшенка               | село         | ↗439      | Селецкое сельское поселение          |
| 4   | Андреевск              | деревня      | →27       | Усохское сельское поселение          |
| 5   | Аннино                 | деревня      | →0        | Усохское сельское поселение          |
| 6   | Арельск                | село         | →70       | Юровское сельское поселение          |
| 7   | Белая Берёзка          | пгт          | ↗5886     | Белоберезковское городское поселение |
| 8   | Белилово               | деревня      | ↘68       | Усохское сельское поселение          |
| 9   | Белоголовичи           | село         | ↘17       | Усохское сельское поселение          |
| 10  | Белый Колодец          | посёлок      | ↘2        | Юровское сельское поселение          |
| 11  | Бобовня                | деревня      | ↗344      | Семячковское сельское поселение      |
| 12  | Боршня                 | деревня      | →0        | Селецкое сельское поселение          |
| 13  | Брусничный             | посёлок      | →1        | Семячковское сельское поселение      |
| 14  | Будимир                | посёлок      | ↘1        | Селецкое сельское поселение          |
| 15  | Василёнки              | деревня      | ↘46       | Юровское сельское поселение          |
| 16  | Верхние Новосёлки      | деревня      | ↗38       | Юровское сельское поселение          |
| 17  | Войборово              | деревня      | →21       | Семячковское сельское поселение      |
| 18  | Волотынь               | деревня      | →6        | Семячковское сельское поселение      |
| 19  | Выползово              | село         | →5        | Усохское сельское поселение          |
| 20  | Высокий                | посёлок      | ↘1        | Юровское сельское поселение          |
| 21  | Высокий Ключ           | посёлок      | ↗23       | Телецкое сельское поселение          |
| 22  | Глинск                 | деревня      | ↗19       | Усохское сельское поселение          |
| 23  | Глыбочка               | деревня      | ↘295      | Селецкое сельское поселение          |
| 24  | Гнилёво                | село         | ↗317      | Юровское сельское поселение          |
| 25  | Голевск                | деревня      | ↘56       | Усохское сельское поселение          |
| 26  | Голубча                | деревня      | ↘155      | Юровское сельское поселение          |
| 27  | Городцы                | деревня      | ↗2538     | Городецкое сельское поселение        |
| 28  | Горошково              | деревня      | →4        | Усохское сельское поселение          |
| 29  | Груздово               | деревня      | ↘15       | Семячковское сельское поселение      |
| 30  | Груздовцы              | деревня      | →2        | Семячковское сельское поселение      |
| 31  | Гуры                   | посёлок      | ↗24       | Юровское сельское поселение          |
| 32  | Дашино                 | деревня      | →70       | Селецкое сельское поселение          |
| 33  | Дольск                 | деревня      | →19       | Юровское сельское поселение          |
| 34  | Дубровинский           | посёлок      | →0        | Юровское сельское поселение          |
| 35  | Дятьковичи             | деревня      | →0        | Усохское сельское поселение          |
| 36  | Емельяновка            | деревня      | ↘58       | Семячковское сельское поселение      |
| 37  | Жерено                 | хутор        | →0        | Телецкое сельское поселение          |
| 38  | Зелёная Роща           | деревня      | →0        | Юровское сельское поселение          |
| 39  | Знобь                  | посёлок      | ↘0        | Белоберезковское городское поселение |
| 40  | Ивановск               | деревня      | ↘5        | Юровское сельское поселение          |
| 41  | Ильино                 | деревня      | ↘155      | Семячковское сельское поселение      |
| 42  | Калачовка              | деревня      | ↗4        | Семячковское сельское поселение      |
| 43  | Карташово              | деревня      | →0        | Телецкое сельское поселение          |
| 44  | Каружа                 | деревня      | ↗22       | Семячковское сельское поселение      |
| 45  | Кветунь                | деревня      | ↘462      | Телецкое сельское поселение          |
| 46  | Козловка               | деревня      | ↘16       | Усохское сельское поселение          |
| 47  | Колодезки              | деревня      | ↗48       | Телецкое сельское поселение          |
| 48  | Комягино               | село         | ↗32       | Усохское сельское поселение          |
| 49  | Копылин                | деревня      | ↗26       | Юровское сельское поселение          |
| 50  | Котляково              | деревня      | ↘43       | Усохское сельское поселение          |
| 51  | Красное                | деревня      | ↗772      | Телецкое сельское поселение          |
| 52  | Лемешовка              | посёлок      | →0        | Юровское сельское поселение          |
| 53  | Липовка                | деревня      | ↘77       | Юровское сельское поселение          |
| 54  | Ловша                  | посёлок      | →0        | Юровское сельское поселение          |
| 55  | Ложки                  | посёлок      | ↘11       | Юровское сельское поселение          |
| 56  | Ломакино               | деревня      | ↘4        | Усохское сельское поселение          |
| 57  | Лучки                  | деревня      | ↗149      | Телецкое сельское поселение          |
| 58  | Любец                  | село         | ↘120      | Селецкое сельское поселение          |
| 59  | Любовня                | деревня      | ↘30       | Селецкое сельское поселение          |
| 60  | Любожичи               | село         | ↘203      | Юровское сельское поселение          |
| 61  | Макарзно               | деревня      | ↗263      | Телецкое сельское поселение          |
| 62  | Манцурово              | деревня      | ↘153      | Юровское сельское поселение          |
| 63  | Михайловский           | посёлок      | →2        | Юровское сельское поселение          |
| 64  | Могорь                 | деревня      | ↗26       | Семячковское сельское поселение      |
| 65  | Молчаново              | деревня      | ↘149      | Семячковское сельское поселение      |
| 66  | Монастырище            | деревня      | ↘11       | Юровское сельское поселение          |
| 67  | Мосточино              | деревня      | ↗45       | Семячковское сельское поселение      |
| 68  | Мошки                  | посёлок      | ↘12       | Юровское сельское поселение          |
| 69  | Непорень               | ж.д. разъезд | ↗23       | Телецкое сельское поселение          |
| 70  | Нижние Новосёлки       | деревня      | ↘26       | Юровское сельское поселение          |
| 71  | Новоивановский         | посёлок      | ↗1        | Селецкое сельское поселение          |
| 72  | Огородня               | деревня      | ↗40       | Семячковское сельское поселение      |
| 73  | Ожигово                | деревня      | ↘3        | Семячковское сельское поселение      |
| 74  | Осинки                 | деревня      | ↗14       | Юровское сельское поселение          |
| 75  | Острая Лука            | деревня      | ↘70       | Юровское сельское поселение          |
| 76  | Паровичи               | деревня      | ↗56       | Семячковское сельское поселение      |
| 77  | Петровск               | деревня      | ↘19       | Семячковское сельское поселение      |
| 78  | Пикуринский            | посёлок      | →0        | Семячковское сельское поселение      |
| 79  | Плюсково               | село         | ↘425      | Юровское сельское поселение          |
| 80  | Покровский             | посёлок      | →5        | Семячковское сельское поселение      |
| 81  | Поповка                | деревня      | ↘182      | Телецкое сельское поселение          |
| 82  | Потапово               | деревня      | →50       | Семячковское сельское поселение      |
| 83  | Прогресс               | посёлок      | ↘137      | Телецкое сельское поселение          |
| 84  | Пролетарский           | поселок      | →0        | Усохское сельское поселение          |
| 85  | Прудки                 | деревня      | →0        | Юровское сельское поселение          |
| 86  | Радинск                | деревня      | ↘24       | Усохское сельское поселение          |
| 87  | Радутино               | село         | ↘289      | Усохское сельское поселение          |
| 88  | Радчино                | село         | →38       | Усохское сельское поселение          |
| 89  | Рожок                  | деревня      | ↗2        | Усохское сельское поселение          |
| 90  | Рынский                | посёлок      | ↗4        | Юровское сельское поселение          |
| 91  | Рябчевск               | село         | ↘464      | Юровское сельское поселение          |
| 92  | Сагутьево              | деревня      | ↘360      | Селецкое сельское поселение          |
| 93  | Сдесловка              | деревня      | ↘23       | Юровское сельское поселение          |
| 94  | Селец                  | село         | ↘925      | Селецкое сельское поселение          |
| 95  | Селище                 | посёлок      | ↘259      | Усохское сельское поселение          |
| 96  | Семячки                | село         | ↗590      | Семячковское сельское поселение      |
| 97  | Слобода                | деревня      | ↘16       | Усохское сельское поселение          |
| 98  | Солька                 | посёлок      | ↘3        | Усохское сельское поселение          |
| 99  | Сосновка               | деревня      | ↗140      | Селецкое сельское поселение          |
| 100 | Старая Непорень        | посёлок      | ↘5        | Телецкое сельское поселение          |
| 101 | Субботово              | деревня      | ↘20       | Усохское сельское поселение          |
| 102 | Телец                  | деревня      | ↘893      | Телецкое сельское поселение          |
| 103 | Теменской              | посёлок      | →0        | Юровское сельское поселение          |
| 104 | Тигинево               | деревня      | ↗2        | Семячковское сельское поселение      |
| 105 | Тишино                 | село         | ↘5        | Семячковское сельское поселение      |
| 106 | Трубчевск              | город        | ↘13 287   | Трубчевское городское поселение      |
| 107 | Удолье                 | деревня      | ↗120      | Селецкое сельское поселение          |
| 108 | Ужа                    | деревня      | ↗353      | Семячковское сельское поселение      |
| 109 | Уруково                | деревня      | ↘0        | Юровское сельское поселение          |
| 110 | Усох                   | село         | ↘715      | Усохское сельское поселение          |
| 111 | Филипповичи            | село         | ↘134      | Телецкое сельское поселение          |
| 112 | Фомчино                | село         | →47       | Юровское сельское поселение          |
| 113 | Холмовское Лесничество | посёлок      | →0        | Белоберезковское городское поселение |
| 114 | Хотуша                 | деревня      | →25       | Селецкое сельское поселение          |
| 115 | Хотьяновка             | деревня      | ↗532      | Селецкое сельское поселение          |
| 116 | Хуркачовка             | хутор        | ↘3        | Селецкое сельское поселение          |
| 117 | Чижовка                | деревня      | ↘23       | Усохское сельское поселение          |
| 118 | Чмыхово                | деревня      | →2        | Семячковское сельское поселение      |
| 119 | Чуркино                | деревня      | ↘4        | Семячковское сельское поселение      |
| 120 | Шеменево               | деревня      | ↗28       | Семячковское сельское поселение      |
| 121 | Шуклино                | деревня      | →57       | Юровское сельское поселение          |
| 122 | Щучье                  | посёлок      | →0        | Юровское сельское поселение          |
| 123 | Юрово                  | село         | ↘484      | Юровское сельское поселение          |
| 124 | Яковск                 | деревня      | ↘89       | Юровское сельское поселение          |

## Экономика
Трубчевский район в основном сельскохозяйственный. Но здесь есть и промышленность (производство пластиковых окон, кальсоны, дрова, соковыжималки); хорошо развито лесное хозяйство.

## Транспорт
По территории района проходит железная дорога «Суземка—Трубчевск» и «Суземка—Белая Берёзка». По ж/д ветке организовано грузовое сообщение. Пассажирское сообщение было закрыто в 2004 году.
Все крупные автодороги района асфальтированы: «Суземка—Трубчевск» и другие.

## Образование
До революции на территории современного Трубчевского района имелось около 30 школ (в том числе 10 церковно-приходских), в которых училось всего лишь 2600 детей. Теперь здесь работает 10 средних школ, 22 восьмилетних, 4 вечерних и 39 начальных.

## Достопримечательности
На территории Трубчевского и Суземского районов расположен заповедник «Брянский лес».